# Azuero

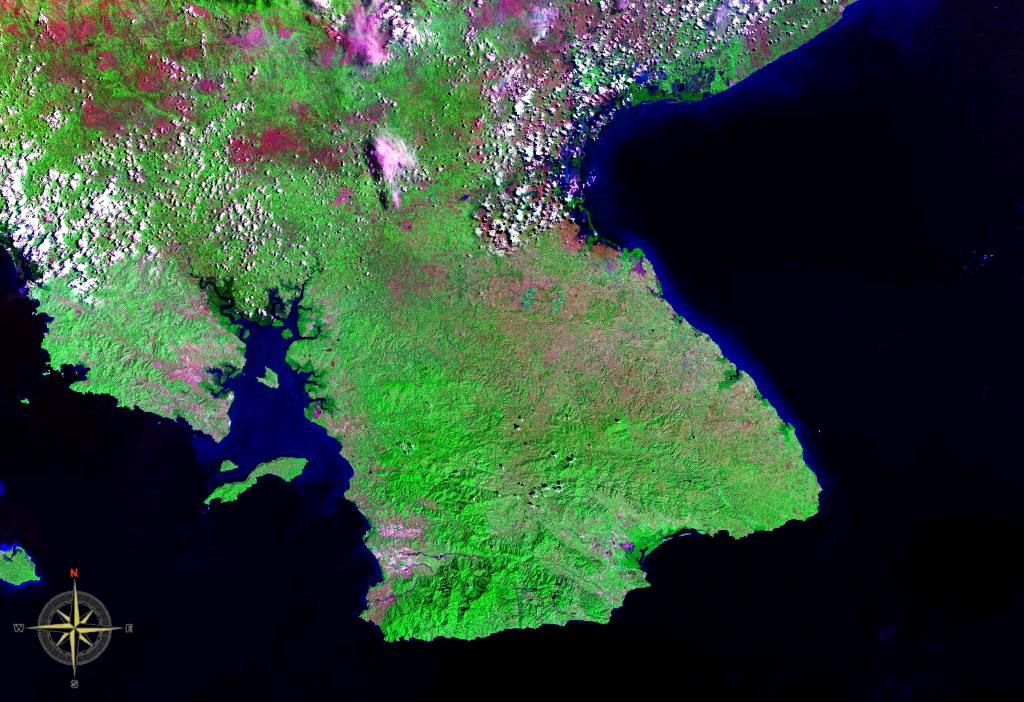
Satelitní snímek poloostrova

Azuero je největší panamský poloostrov a svoji rozlohou patří mezi nejvýznamnější poloostrovy celé střední Ameriky. Ze západní strany je omýván vodami Tichého oceánu, na východě Panamským zálivem. Přibližná rozloha poloostrova je 7 920 km² , žije zde přes dvě sta tisíc obyvatel. Na Azueru se rozkládají panamské provincie Herrera a Los Santos, a zároveň distrikty Montijo a Santiago, které spadají pod provincii Veraguas. Nejvýznamnějšími městy jsou Chitré, Las Tablas a Pedasí. Poloostrov se jmenuje podle kolumbijského liberálního politika Vicenteho Azuera (1787-1844).
Azuero má sušší klima než zbytek Panamy, je pokryt převážně savanami. Nejvyšší horou je Canajagua (830 m n. m.). Mys Punta Mariato je nejjižnějším bodem Střední Ameriky. Na poloostrově se nachází národní park Cerro Hoya, kde žije jaguár americký, ocelot velký, pes pralesní, mazama červený, ara arakanga, kondor královský a další druhy. Turisty láká na Azuero zachovaná příroda i svérázný místní folklór, nachází se zde množství pláží, provozuje se surfing i sportovní rybolov.